# 장보지
장보지(張補之, 생몰년 미상)는 고려 말기의 문신, 군인, 승려이다. 공민왕 때 홍건적을 격퇴하였고, 우왕 때는 왜구를 격퇴하였다. 이후 개경에서 변고가 발생하자 도읍지 천도를 주장하였으나 권문세족의 반대로 무산되었다. 1392년 고려 멸망 후 벼슬을 버리고 산에 들어가 승려가 되었다. 본관은 순천(順天). 호는 달산(達山)이다. 밀직부사 장홍(張弘)의 아들이다. 전라남도 출신.

## 생애
전라남도 순천 사람이다. 1359년(공민왕 8) 12월 홍건적의 장군 모거경(毛居敬) 등이 4만 명의 군대를 이끌고 고려에 침략하자 출정하였으며, 홍건적군이 서경성(西京城)을 함락시키자 그는 편장(偏將) 이방실(李芳實), 안주만호(安州萬戶) 안우(安佑) 등과 함께 반격을 하여 서경을 다시 탈환하였다.
1363년(공민왕 12) 홍건적이 쳐들어오자 장군으로 병사를 이끌고 홍건적과 싸웠으며, 후에 홍건적을 물리친 공으로 서운관정(書雲館正)으로 재직 중 2등공신에 녹훈되었다.
이후 왜구가 자주 침략하자 군사를 이끌고 부산, 남해 해변에 나타난 왜구를 토벌하였다. 그 뒤 판서운관사(判書雲觀事)가 되었고, 1378년(우왕 4) 왜구의 화를 피하기 위하여 판서운관사로서 정당문학(政堂文學) 권중화(權仲和) 등과 함께 길지를 찾아다니다가 북소(北蘇) 기달(箕達: 峽溪)에 가서 궁궐의 터를 잡아 왔으나 구귀족과 권문세족들이 반대하였다. 이후 북소조성도감(北蘇造成都監)이 설치되고 그는 궁궐의 신축을 계획하였으나, 최영(崔瑩) 등 신료들은 홍건적, 왜구와의 연이은 전쟁과, 재정의 부족, 연이은 흉년과 가뭄 등을 이유로 반대함으로써 천도는 무산되었다.
이후 우왕 초 도읍을 옮겨야 된다며 천도론을 주장하였다. 1382년(우왕 8년) 개경성(開京城)에 우물이 끓고 괴수가 출현하는 등 연달아 재변이 일어나자, 그는 한양으로 천도할 것을 상소하였으나 권신 이인임(李仁任)등의 반대로 실현되지 못하였다. 그는 개경성에 괴변이 자주 일어나므로 길지로 천도할 것을 주장하였으나, 역시 이인임 등의 반대로 무산되었다.
1392년(공양왕 4년) 7월 이성계, 정도전 등이 고려를 멸망시키고 조선을 건국하자, 이태조의 도움 요청을 거절하고 머리를 깎고 미달산(迷達山)에 들어가 다시는 세상에 나오지 않았다. 이후의 행적은 미상이다.

## 가족 관계
- 아버지 : 장홍(張弘, ? ~ ?)
- 어머니 : 이름 미상
  - 부인 : 미상

## 같이 보기
- 홍건적
- 홍건적의 난
- 홍건적의 고려 침공
- 왜구
- 최영
- 김득배
- 이방실
- 이인임
- 이성계
- 최무선

## 참고 문헌
- 《고려사》
- 《고려사절요》
- 《동사강목》
- 《한국계행보》